# RAVO (veegmachinefabrikant)

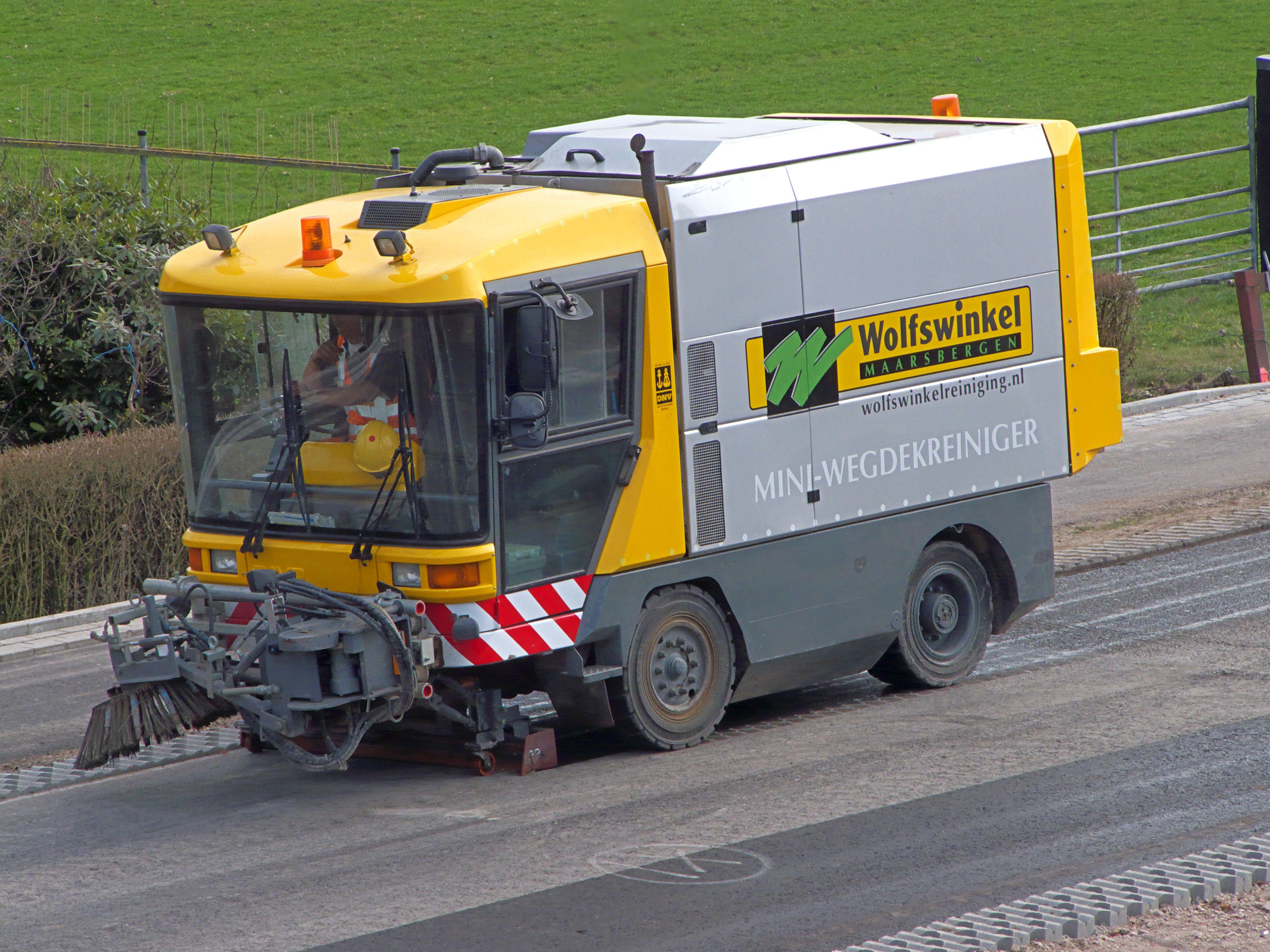
RAVO 5002 veegmachine

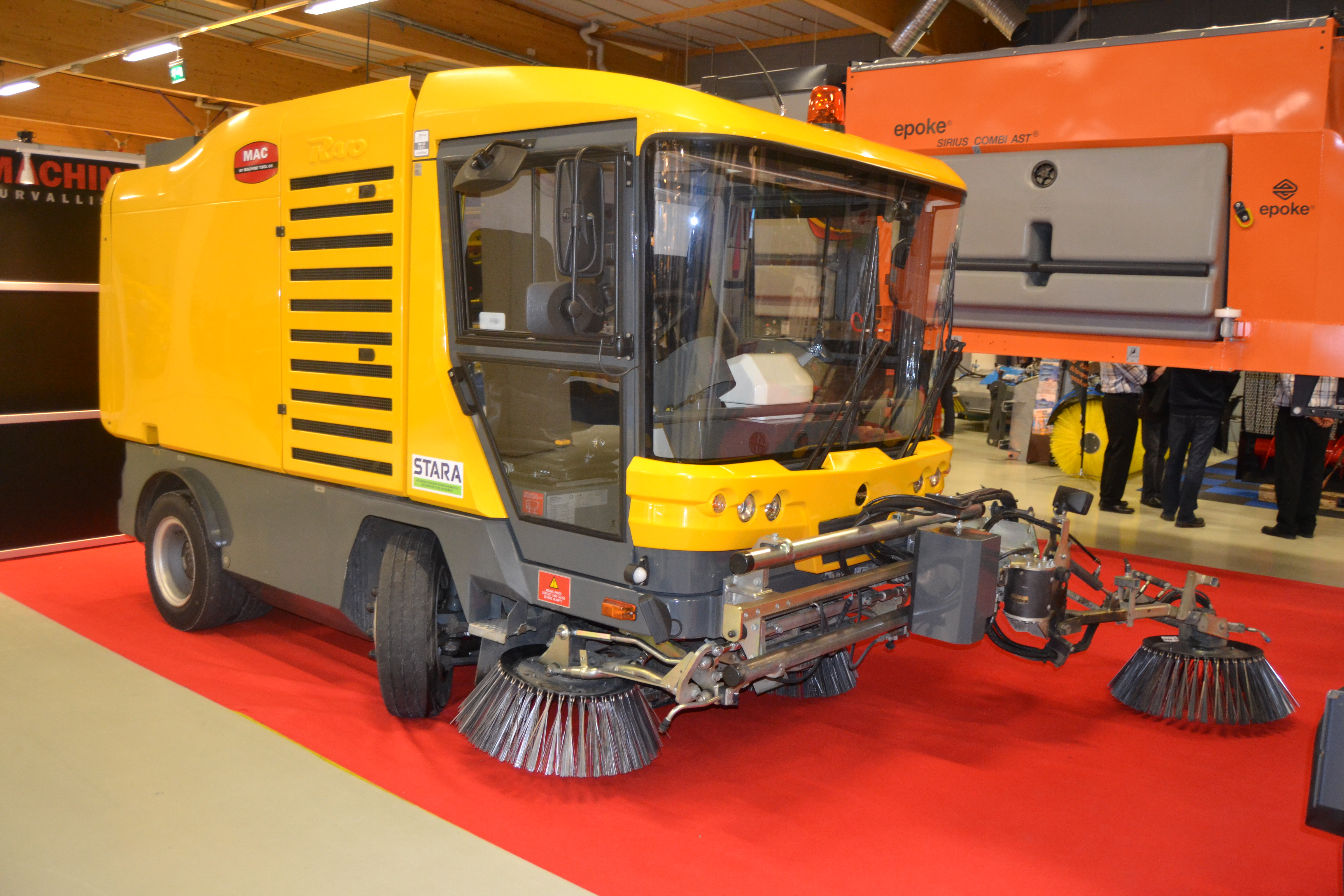

RAVO (Van Raaij Voertuigen BV) is een Nederlandse fabrikant van veegmachines.
De firma uit Alkmaar werd in 1964 opgericht door de heer Van Raaij en was tot voor kort onderdeel van de Amerikaanse groep Federal Signal, maar hoort tegenwoordig bij het Franse Groupe Fayat SA. Het produceert naast veegmachines ook kolkenzuigers en vroeger ook vuilnisauto opbouwen.